# Trường Xuân, Lâm Đồng
Trường Xuân là một xã thuộc huyện Đắk Song, tỉnh Đắk Nông, Việt Nam.

## Địa lý
Xã Trường Xuân nằm ở phía nam huyện Đắk Song, có vị trí địa lý:
- Phía đông và phía nam giáp thành phố Gia Nghĩa
- Phía tây giáp huyện Tuy Đức
- Phía bắc giáp các xã Đắk N'Drung và Nâm N'Jang.

Xã có diện tích 158,52 km², dân số năm 1999 là 3.246 người, mật độ dân số đạt 20 người/km².

## Hành chính
Xã Trường Xuân được chia thành 4 thôn: 1, 6, 8, 10 và 6 bon: Bu Păh, Ding Plei, Jâng Plây 3, N'Jang Bơ, Păng Sim, Ta Mung.

## Lịch sử
Trước đây, Trường Xuân là một xã thuộc huyện Đắk Nông, tỉnh Đắk Lắk.
Ngày 21 tháng 6 năm 2001, Chính phủ ban hành Nghị định 30/2001/NĐ-CP. Theo đó, chuyển xã Trường Xuân về huyện Đắk Song mới thành lập.
Ngày 30 tháng 9 năm 2019, Hội đồng Nhân dân tỉnh Đắk Nông ban hành Nghị quyết 24/NQ-HĐND về việc:
- Sáp nhập bon Jâng Plây 2 vào bon Bu Păh
- Sáp nhập bon Bu N’Jang và bon Bu Bơ thành bon N’Jang Bơ
- Sáp nhập bon Boong Ding và bon Jâng Plây 1 thành bon Ding Plei
- Sáp nhập một phần thôn 7 vào bon Jâng Plây 3
- Sáp nhập phần còn lại thôn 7 vào thôn 10
- Sáp nhập thôn 9 vào thôn 8
- Sáp nhập thôn 11 vào bon Păng Sim.